# Amorgos
Amorgos (em grego:  Αμοργóς), é uma ilha grega do Mar Egeu, no arquipélago das Cíclades.  É a mais oriental do grupo das Cíclades e a mais próxima do arquipélago vizinho do Dodecaneso, situada a sudeste de Naxos e a 138 milhas náuticas do porto do Pireu. Tem uma área de 121 quilômetros quadrados e 112 quilômetros de costa. Contava com 1973 habitantes em 2011.
Amorgos tem dois portos, ambos na costa em frente de Naxos: Catapola a oeste e Egiali a leste. 
O ponto mais alto fica no extremo leste da ilha, monte Cricelo (821 m).
Amorgos foi sempre considerada como uma «ilha estéril». Homero dizia dela que era uma «ilha despida».
O lugar mais conhecido da ilha é o pequeno mosteiro de Cozoviotissa, fundado no século XI, que fica no meio duma falésia a 300 m sobre o mar na costa leste, e que aparece no filme Imensidão Azul - Le Grand Bleu de Luc Besson.

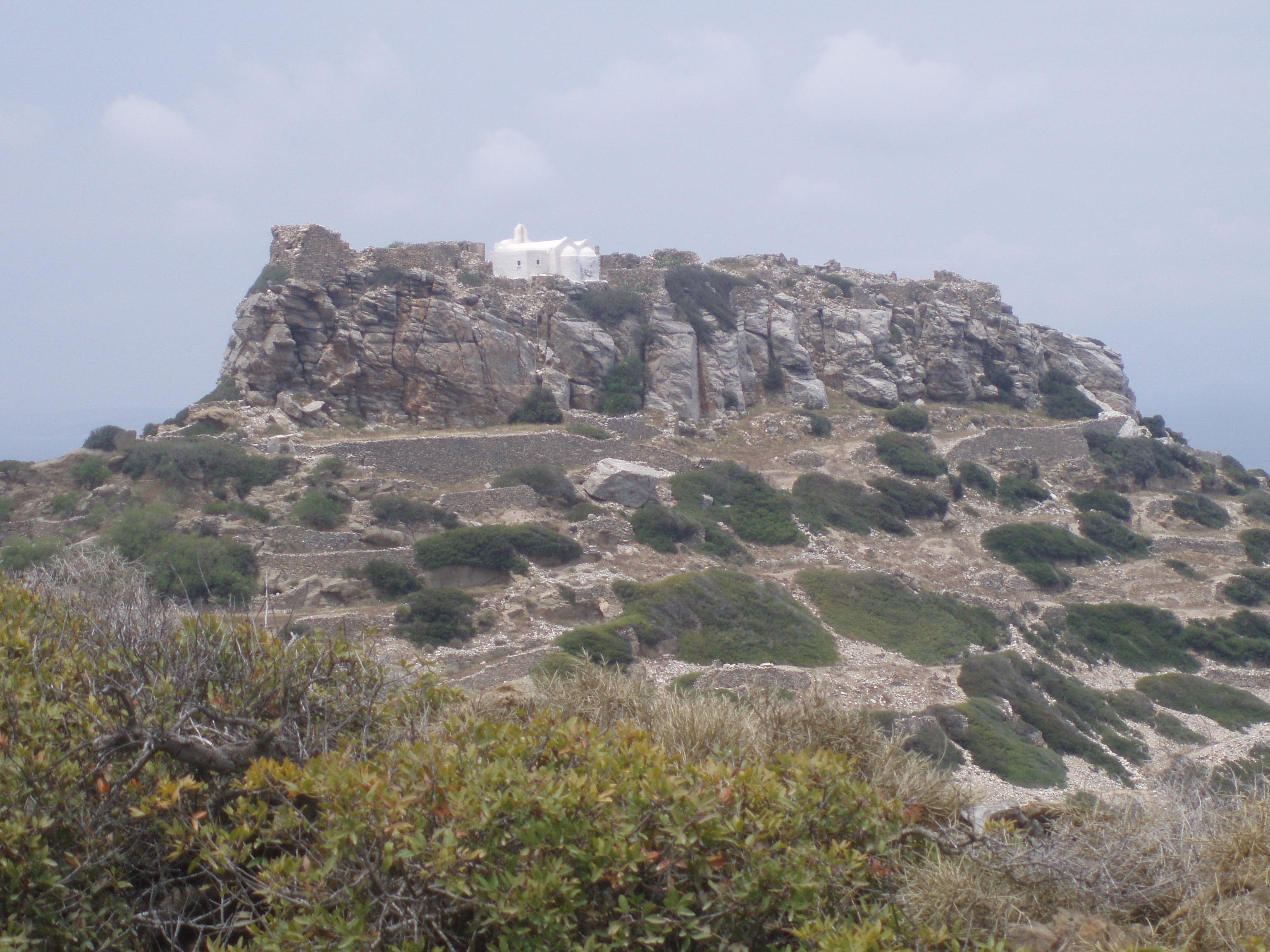
Acrópole de Arkesini